# آتسوبتسو-کو، ساپورو
آتسوبتسو-کو (به لاتین: Atsubetsu-ku) یک منطقهٔ مسکونی در ژاپن است که در ساپورو واقع شده‌است. آتسوبتسو-کو ۲۴٫۳۸ کیلومتر مربع مساحت و ۱۲۹٬۱۷۶ نفر جمعیت دارد.